# 臺中市私立慈明高級中學
臺中市私立慈明高級中學（Tzu-Ming High School），簡稱慈明高中，是位於台灣臺中市太平區的一所由佛教興學的私立技術型高級中等學校。1971年於臺中縣霧峰鄉臺灣省議會旁的山麓上創校，最初校名為「臺灣省臺中縣私立慈明商工職業補習學校」，但是在九二一大地震（1999年）時校舍損毀殆盡，於是遷校至臺中縣太平市現址。

## 校史
- 1972年：創校為「臺灣省臺中縣私立慈明商工職業補習學校」。
- 1979年：更名「臺中縣私立慈明高級商工職業進修補習學校」。
- 1991年：改制「臺中縣私立慈明商業工業職業學校」。
- 2000年：改制綜合高中，校名「臺中縣私立慈明高級中學」。
- 2010年12月25日：因應縣市合併 ，變更校名「臺中市私立慈明高級中學」。
- 2015年：安排讓各科學生學韓文或日文，實施第二外語。
- 2017年6月28日，更換夏季制服款式為黑色百褶短裙、搭配白色上衣和紅領帶。原先的款式轉為秋季制服。

## 校訓
- 慈：欲修身，先要正心、誠意；相培德，首先淨化本性
- 智：欲救世，先要具備學識技能；想群善，更要有明辨是非及洞察隱蔽之智慧。
- 聖：完成人格，是人人都應具有的目標，人格的完成則是各種美德的綜合。
- 行：知而不行，等於無知；行而不徹，即是未行。

## 科別

### 高中部
- 特教班

### 日校正規班
- 資訊科
- 電子商務科（電競專班）
- 餐飲管理科
- 航空電子科
- 美容科
- 應用日語科
- 幼兒保育科
- 廣告設計科
- 照顧服務科

### 實用技學程
- 美顏技術科
- 餐飲技術科
- 烘焙食品科

### 建教合作班
- 美容科
- 餐飲管理科
- 觀光事業科

### 建教僑生班
- 資訊科
- 餐飲管理科
- 烘焙食品科

進修部
- 餐飲管理科

## 外部連結
- 慈明高級中學官網 （页面存档备份，存于）
- https://www.facebook.com/tmhspage/